# 9009 Tirso
9009 Tirso là một tiểu hành tinh vành đai chính.